# Мацков, Фёдор Филиппович
Мацков Федор Филиппович (21 февраля 1897, Острогожск Воронежской губернии — 3 февраля 1977) — советский физиолог растений, член-корреспондент АН УССР, заслуженный деятель наук УССР. Профессор Харьковского сельскохозяйственного института.

## Биография
В 1915 поступил на естественное отделение физико-математического факультета Московского университета, успел закончить два курса. В 1922 году окончил Харьковский сельскохозяйственный институт, получил специальность агронома-химика. Первая должность — лаборант Харьковской областной сельскохозяйственной опытной станции.
Первую научную работу опубликовал в 1925 году. Им разработан оригинальный для того времени быстрый метод определения жаростойкости растений за появлением бурых пятен после воздействия на них раствором серной кислоты.
С 1928 года, работая в Украинском институте прикладной ботаники в Харькове, проводил исследования по физиологии сахарной свеклы. По совокупности работ ему присуждена ученая степень кандидата сельскохозяйственных наук без защиты диссертации. Параллельно с трудами агрофизиологического профиля с 1928 года проводил исследования фотопериодизма.
Защитил в 1939 году диссертацию «Опыт применения исторического метода анализа явлений фотопериодизма у растений» на степень доктора биологических наук.
В конце ноября 1941 года институт эвакуировали в город Катта-Курган Самаркандской области Узбекской ССР. В августе 1944 года институт вернулся из Средней Азии.
В 1945—1949 году одновременно возглавлял отдел Украинского научно-исследовательского института лесного хозяйства имени Г. М. Высоцкого. В последующие годы концентрировался на изучении физиологических основ внекорневого питания растений — более 30 научных трудов.
В июле 1948 профессора Мацкова избран членом-корреспондентом АН УССР.
В 1950—1960 годах он выполнил серию фундаментальных исследований по физиологии и биохимии гетерозиса кукурузы.
На протяжении 1949—1961 лет занимал должность заведующего лабораторией Украинского научно-исследовательского института растениеводства, селекции и генетики в Харькове.
С 1934 по 1975 года заведовал кафедрой физиологии растений и микробиологии Харьковского сельскохозяйственного института имени. В. Докучаева.
В 1957 году издан его труд «Верхнекоренное питания растений».
Под его руководством осуществлено исследование метаболизма элементов минерального питания с применением радиоактивных изотопов, а с 1960 — стабильных изотопов. Является автором и соавтором более 100 работ, из них 80 экспериментальных.
Создал признанную научную школу физиологов растений, воспитал 4 доктора и 31 кандидат наук.
Награждён 2 орденами Ленина, орденом Трудового Красного Знамени, орденом «Знак Почета», медалями.
В 1967 ему присвоено звание «Заслуженный деятель науки УССР».